# Zulu Impi
La lutte zoulou (Zoulou Impi, ou Canne zoulou) est un ancien sport de combat sud-africain pratiqué avec des bâtons.
Ce sport n'est plus aussi courant que pendant l'âge d'or de l'Empire Zoulou, et ses adeptes luttent pour valider son existence en ces jours de tourmente politique, d'acculturation et de modernisation.[évasif]
Néanmoins, le Zoulou Impi semble aider à soutenir le système social traditionnel en perpétuant les modes socialement acceptés de comportements et idéaux masculins. La tradition culturelle du Zoulou Impi continue donc à remplir sa fonction didactique traditionnelle dans certaines communautés zoulous[Lesquelles ?].